# Realce
Albums de Gilberto Gil
Nightingale
(1979) Luar (A Gente Precisa Ver o Luar)
(1981)
Singles
1. Não Chore Mais (No Woman, No Cry)
Sortie : Mai 1979
2. Toda Menina Baiana
Sortie : 1979
3. Superhomem - A Canção
Sortie : 1979
4. Realce
Sortie : 1979

Realce est le onzième album studio de Gilberto Gil, paru en août 1979 chez Elektra Records.

## Contexte
Au début de l'année 1979, Gilberto Gil entame une tournée dans différentes villes d'Amérique du Nord, principalement dans des théâtres universitaires, afin de promouvoir son dixième album, Nightingale, enregistré à l'automne 1978 au Kendun Recorders, à Burbank, en Californie. Auparavant, il avait fait quelques concerts au Brésil, notamment à Rio de Janeiro, où il en profite pour aller en studio afin d'enregistrer Não Chore Mais, adaptation de No Woman, No Cry de Bob Marley, qui sort en single en mai 1979 et qui sera intégré à l'album. Le titre rencontre un énorme succès au Brésil avec 700 000 exemplaires vendus rien que dans le pays, parvenant à se classer en tête des charts et à obtenir un disque de platine, devenant une sorte d'hymne d'amnistie au Brésil.
C'est durant cette période qu'il retourne en studio, en mai 1979, à West Hollywood, en Californie, pour enregistrer Realce avec des musiciens expérimentés tels que Steve Lukather, guitariste du groupe Toto et Bill Champlin, futur membre de Chicago.
Trois singles extraits de Realce sortent en décembre 1979 notamment la chanson-titre et Toda menina baiana.

## Titres
Toutes les paroles sont écrites par Les paroles sont écrites par Gilberto Gil, sauf n°5, écrit par Dorival Caymmi et n°9, écrite par Vincent Ford, adapté en brésilien par Gilberto Gil.
| 1.    | Realce                            | Gilberto Gil                  | 4:51 |
| 2.    | Sarará Miolo                      | Gilberto Gil                  | 4:52 |
| 3.    | Superhomem - A Cançào             | Gilberto Gil                  | 4:09 |
| 4.    | Tradiçao                          | Gilberto Gil                  | 4:55 |
| 5.    | Marina                            | Gilberto Gil                  | 4:17 |
| 6.    | Rebento                           | Gilberto Gil                  | 2:55 |
| 7.    | Toda menina baiana                | Gilberto Gil & Djamel Lakhlef | 3:52 |
| 8.    | Logunedé                          | Gilberto Gil                  | 4:02 |
| 9.    | Nào Chore Mais (No Woman, No Cry) | Vincent Ford                  | 4:36 |
| 38:16 |                                   |                               |      |